# Fáilte Ireland
Fáilte Ireland (Fáilte Éireann en irlandais) est l'agence nationale de tourisme de la république d'Irlande. Elle travaille en collaboration avec le Northern Ireland Tourist Board, agence de tourisme d'Irlande du Nord, et Tourism Ireland, une agence commune à l'île d'Irlande.

## Nom
D'après le National Tourism Development Authority Act de 2003, l'organisation porte officiellement le nom de National Tourism Development Authority en anglais ou tÚdarás Náisiúnta Forbartha Turasóireachta en irlandais. L'organisme peut néanmoins utiliser le nom commercial de Fáilte Ireland, du mot irlandais fáilte signifiant « bienvenue ».

## Historique
L'organisme Fáilte Ireland est institué par le National Tourism Development Authority Act de 2003.